# 马克西姆·科瓦列夫斯基
马克西姆·马克西莫维奇·科瓦列夫斯基（羅馬化：Maksym Maksymovych Kovalevskyi；1851年9月8日—1916年4月5日），烏克蘭法学家，也是俄罗斯帝国的社会学权威。科瓦列夫斯基曾任国际社会学研究所副所长（1895）和所长（1905）。他还担任心理神经学研究所的社会学教授。1914年，科瓦列夫斯基当选为俄羅斯科學院院士。1916年，俄罗斯社会学学会以他的名字命名。

## 生平
马克西姆·科瓦列夫斯基出生于乌克兰贵族科瓦列夫斯基家族。童年在哈尔科夫附近的庄园中度过。科瓦列夫斯基在哈尔科夫帝国大学师从德米特里·卡切諾夫斯基。隨後，科瓦列夫斯基在柏林、巴黎和伦敦深造，结识了马克思、恩格斯、斯宾塞與索洛维约夫。科瓦列夫斯基还参与了俄羅斯的共济会运动。
1878年后，科瓦列夫斯基在莫斯科帝国大学学习法律，研究俄国村社和高加索高地人的法律制度。科瓦列夫斯基的一些材料后来獲恩格斯采用。伊凡·傑利亞諾夫不赞同科瓦列夫斯基的自由主义观点。1886年，科瓦列夫斯基遭到开除，随后定居西欧，结识了当时主要的社会学家和人类学家。
科瓦列夫斯基表妹的遗孀，即数学家索菲亚·科瓦列夫斯卡娅为他安排斯德哥尔摩大学的讲座計畫。苏联电影《索菲亚·科瓦列夫斯卡娅》（1985 年）和芒羅的短篇小说《幸福過了頭》（Too Much Happiness, 2009）中科瓦列夫斯基描繪成索菲亚的未婚夫。索菲亚“坚决不嫁给马克西姆，因为她害怕如果她这么做了，科瓦列夫斯基会將她當作理所当然，开始寻找情妇”。 1890年，兩人分手，次年索菲亚因流感去世。
1905年革命後，柯瓦列夫斯基在俄国圣彼得堡大学恢復教職，開始涉足政治，建立了民主改革中间派政党进步党，当选为第一届国家杜马议员，獲任為俄罗斯帝国內閣閣員。1912年，柯瓦列夫斯基獲得诺贝尔和平奖提名。柯瓦列夫斯基原定参加结束第一次世界大战的和平谈判，但于1916年 4月去世。大量的群眾参加亚历山大·涅夫斯基修道院的葬礼。

## 思想
科瓦列夫斯基結合俄罗斯傳統的描述比較分析與社會學人類學方法，為俄羅斯法学和社会科学提出新的历史方法。弟子包括皮季里姆·索罗金、尼古拉·康德拉季耶夫等人。早期关于农民公社的作品影响格奥尔基·普列汉诺夫。
科瓦列夫斯基是名社會進化論者，自許為孔德的門徒。科瓦列夫斯基定義社會學是門「處理社會的組織與進化的科學」 。科瓦列夫斯基相信「進步」是歷史的必然定律。對科瓦列夫斯基來說，進步是「一連串和平共存的環境擴張，從部落統一到民族主義，從民族主義到世界主義」.
科瓦列夫斯基认为，各國经济关系将獲得进一步扩大，而国际贸易的增长“将实现全世界的经济一体化，消除战争的根源，最终建立由民主国家组成的世界联盟”。 人口增长是「進步」的主要驱动力。

## 作品
- 《沃邦的土地公有制瓦解史略》(Очерк истории распадения общиннаго землевладения в кантоне Ваадт, 1876)
- 《法學中的歷史比較方法與法學史研究法》（Историко-сравнительный метод в юриспруденции и приемы изучения истории права, 1880）
- 《高加索的法律與習俗》(З акон и обычай на Кавказе, 1890)
- 《現代民主的起源》(Происхождение современной демократии, 1895-1897)
- 《土地公有制及其瓦解的原因、過程和後果》（Общинное землевладение, причины, ход и последствия его разложения, 1897）
- 《資本主義經濟產生前的歐洲經濟增長》（Экономический рост Европы до возникновения капиталистического хозяйства, 1904）
- 《新人民福祉聯盟綱領》（Политическая программа нового Союза народного благоденствия, 1906）：演說

### 註腳
1. ↑  Vadim B. Kuznetsov. The Kowalewsky Property. American Mathematical Soc., 2002. Page 18.
2. 1 2 3  Andrzej Walicki. A History of Russian Thought: From the Enlightenment to Marxism. Stanford University Press, 1979. Pages 367–368.

### 延伸閱讀
- Union, N.J. . Lawbook Exchange. 2000. ISBN 978-1-58477-017-6.
- . University of Chicago Press. 1902.
- Tsvirkun, Alexander F. . Kharkiv. 2007.